# TSV Mölln
Der TSV Mölln (offiziell: Möllner Turn- und Sportverein von 1862 e. V. ) war ein Sportverein aus der Stadt Mölln im Kreis Herzogtum Lauenburg in Schleswig-Holstein. Der Verein ging 1964 in der Möllner Sportvereinigung auf.

## Vereinsgeschichte
Die beiden Vorgängervereine des TSV Mölln waren der 1862 gegründete Möllner Männer-Turnverein und der 1912 gegründete Möllner Sportverein, die 1933 fusionierten. Der TSV Mölln wiederum schloss sich 1964 mit dem 1922 gegründeten Arbeiter-Turn und Sportverein (ATSV) Mölln zur Möllner Sportvereinigung von 1862 zusammen.

## Fußballabteilung
Die Herren-Fußballmannschaft des Vereins belegte in der Saison 1947/48 in der Gruppe Ost der Landesliga Schleswig-Holstein, die damals die höchste Amateurklasse darstellte, den 7. Platz. Diese Platzierung reichte nicht für den Verbleib in der höchsten Amateurklasse. Von 1948 bis 1964 spielte der TSV Mölln durchgehend in der zweithöchsten schleswig-holsteinischen Amateurklasse.